# Кирпичне (Сімферополь)
Кирпичне (крим. Kırpıçne), Цегляне — історична місцина в Сімферополі, у Київському районі, колишнє село.

## Опис
Розташована на південному сході міста, з півночі межує з районом Мар'їне, а на півдні — з селами Українка та Петропавлівка Сімферопольського району.
Головні вулиці — Цегляна, Глинна, Місячна, Соснова, Землянична, Орендна, Посівна.
Північно-західна околиця району примикає до плато Дженакай-Кир (Петровські скелі). Курцівська долина за кордоном міста щільно забудовується дачниками, вірніше — членами колишніх садових товариств.
В районі знаходяться руїни Цегляного заводу та два промислові кар'єри, де видобували глину для виробництва цегли та черепиці. Згодом вони заповнилися водою підземних горизонтів, утворивши озера, де тепер водиться риба.
Третє кар'єрне озеро знаходиться на південно-східній околиці району, на кордоні із садовими товариствами та селом Петропавлівка. Берег водоймища перетворився на сміттєвий відвал.

## Історія
У Статистичному довіднику Таврійської губернії 1915 записані 2 адміністративні одиниці: Цегельний завод Петровського сільського товариства і Цегельний завод Курцівського сільського товариства — попередники майбутнього селища.
Офіційний статус та ім'я село набуло лише 1958 року рішенням Кримоблвиконкому № 133 від 8 вересня. Таким чином, під одним сільським «дахом» звели робочі селища при місцевому цегельно-черепичному заводі та копальні Перівської сільради.
За даними перепису 1989 року у селі проживало 438 осіб.
Постановою Верховної Ради Української РСР від 31 серпня 1989 року село Кирпичне було включено до складу міста Сімферополя.
У другій половині 1990-х років закрився Цегляний завод, що проіснував понад сто років. Тепер заводська територія використовується переважно як стоянка для різної автомобільної техніки.